# Роберт Першинг Водлоу
Ро́берт Пе́ршинг Водлоу, інколи Уодлоу (англ. Robert Pershing Wadlow; 22 лютого 1918 — 15 липня 1940) — згідно з Книгою рекордів Гіннеса, найвища відома особа у світі, про зріст якої є безперечні відомості. На момент смерті його зріст складав 2,72 метри, а вага — 199 кг.
З самого народження Роберт аномально швидко ріс, що зробило його місцевою, а потім державною знаменитістю. В юності він вів звичайне життя за винятком того, що потребував великого одягу, взуття та меблів. Подорожував по США з рекламними турами та виступав у цирку. В дорослому віці зазнавав дедалі більше проблем зі здоров'ям і помер у віці 22 роки.

## Життєпис
Народився 22 лютого 1918 о 6.30 в Олтоні, штат Іллінойс, США. Його батьками були Гетті та Гарольд Водлоу. Роберт був первістком, пізніше в нього з'явилися двоє сестер (Гелен і Бетті), і двоє братів (Юджин і Гарольд молодший). Своє друге ім'я, Першинг, отримав на честь генерала Першинга, учасника Першої світової війни, який воював у Європі.
На момент народження був звичайної ваги та розміру, але почав надзвичайно швидко рости. У віці шести місяців сягнув ваги 13 кг. На п'ятому році життя мав 1,55 м зросту, у третьому класі переріс учителя. У віці 13 років мав уже 2,24 м. Пішовши у скаути, носив спеціальну форму, мав намет і спальний мішок, пошиті під його розміри. Коли йому виповнилося 15 років, Роберт привернув увагу громадськості під час візиту на Всесвітню виставку в Чикаго зі своєю групою YMCA. З дитинства мав дрібні підробітки, працював у морозивній крамниці. В юнацькому віці грав у баскетбол і отримав прізвисько «Дропер» (Dropper, Скидач), оскільки легко закидав м'яч у сітку. В школі мав зроблену спеціально під його розміри парту.
У віці 17 років став найвищим підлітком у світі. А в 18 років його зріст склав 254 см. Роберт вирушив у турне з цирком Ringling Brother Circus, завдяки якому велетень здобув широку популярність. Також здійснив рекламний тур з International Show Company (нині INTERCO), яка погодилася виготовити йому взуття безкоштовно. Під час туру відвідав 41 штат і понад 800 міст. Він працював представником Міжнародної взуттєвої компанії, мандрував з міста в місто, демонструючи свій надзвичайний зріст глядачам. Однак, відхилив пропозиції працювати в цирках Ringling Brothers і Barnum & Bailey Circus, бо не хотів, щоб його пов'язували з каліками, який демонстрували там. Його батько модифікував сімейний автомобіль, знявши переднє пасажирське сидіння, щоб Роберт міг сидіти на задньому. Батько возив його під час турів по США.
Закінчивши середню школу Олтона в 1936 році, вступив до сусіднього коледжу Шертлефф. Тут він мав амбіції стати юристом, але покинув навчання через рік. Популярність Роберта дозволяла отримувати його родині достатньо грошей, щоб без проблем пережити Велику депресію. В дорослому віці, однак, велетень зазнавав проблем зі здоров'ям, носив ортопедичні скоби на ногах і ходив, спираючись на ціпок.
Роберт входив до Ордена де Моле, спонсорованої масонами організації для підлітків. У листопаді 1939 року отримав рівень майстра у Великій ложі Іллінойсу.
У віці 22 років, перед смертю, досяг висоти 2,74 м та ваги 222 кг. Через гігантський зріст мав проблеми із тактильним відчуттям у стопах, тому не виявив вчасно ураження стопи, яке почалося від натертя шкіри об ортопедичну скобу. Незабаром утворився пухир, який загноївся і через це розвинувся сепсис (зараження крові). Оскільки в лікарні не було ліжка потрібного розміру, Роберта розмістили в готелі 4 липня 1940 року. Після переливання крові розвиток інфекції сповільнився, але температура тіла зростала. О 1:30 ночі 15 липня Роберт Водлоу помер уві сні в Маністі, штат Мічиган.
На похоронах Водлоу були присутні 40 тисяч американців: труна його важила півтонни, і її несло 12 чоловік. З поваги до нього всі підприємства міста зачинилися на один день. Батько Роберта пізніше став мером Олтона.
Могилу Водлоу ретельно забетонували на прохання його сім'ї, яка побоювалася, що останки Роберта викрадуть. Батьки знищили більшість Робертових речей, щоб вони не стали здобиччю колекціонерів. Деякі, однак, потрапили до музеїв.
Похований на цвинтарі в батьківському Олтоні над рікою Міссісіпі. На його могилі написано тільки: «На спочинку» (англ. At Rest); його пам'ятник удвічі вищий стандартного на кладовищі. У 1985 році бронзову статую було встановлено в кампусі Школи стоматологічної медицини Університету Південного Іллінойсу.

## Характеристики
| Вік | Зріст (м) |
| --- | --------- |
| 5   | 1.55      |
| 13  | 2.24      |
| 18  | 2.54      |
| 22  | 2.74      |

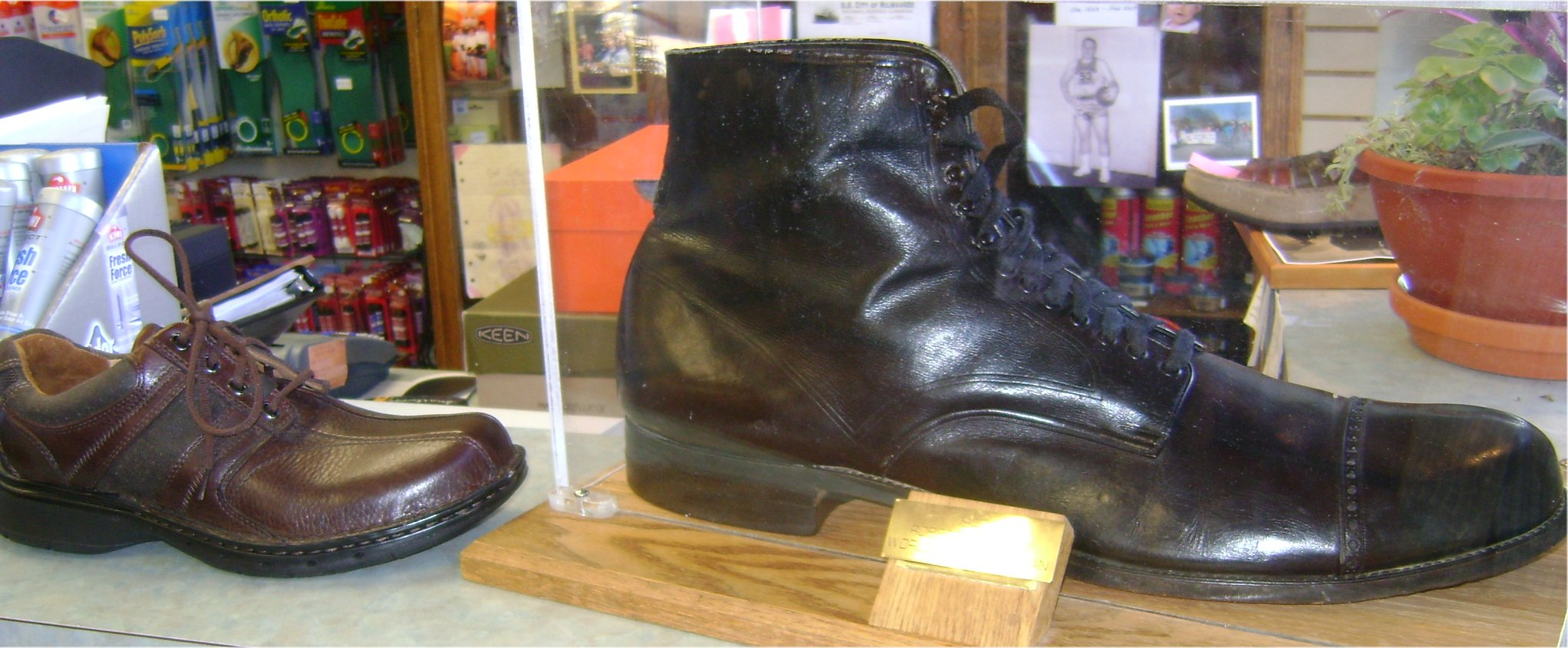
Взуття Роберта порівняно зі звичайним

Найбільший розмір взуття, який носив Роберт — 75 при довжині стопи 47 см.
У 1937 році Роберт став найвищою людиною з усіх, чий зріст достеменно зафіксований, перевершивши ірландця, котрий помер у 1877 році.

## Особисте життя

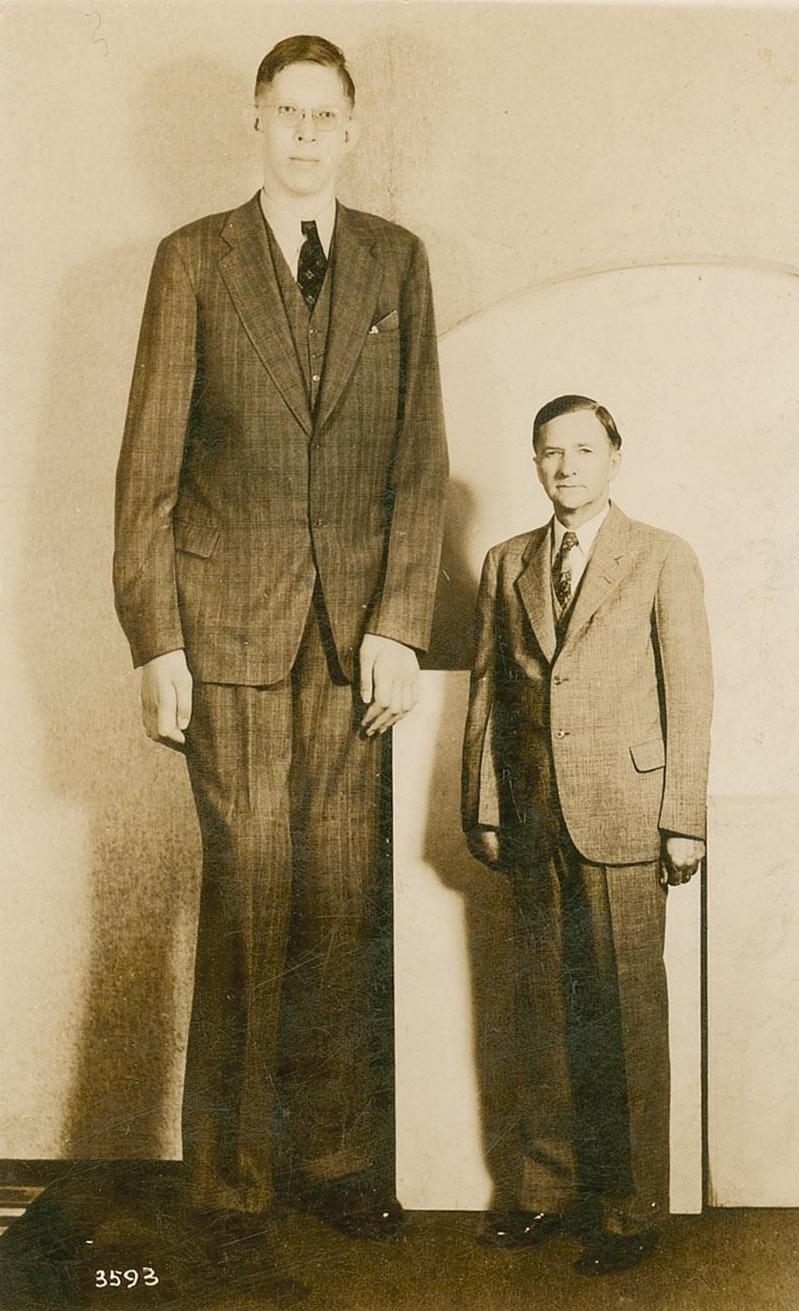
Поруч із батьком

Роберт мав тихий і скромний характер, однак, він проявляв впевненість на публіці. Жителі його рідного міста Олтон прихильно ставилися до Роберта та називали «Ніжний велетень». Його батько вимагав оплати від усіх, хто хотів сфотографувати сина. Роберт вважав, що люди повинні зважати на свої недоліки та максимально використовувати їх. Любив колекціонувати марки та фотографувати.

## Здоров'я
У родині Роберта більше не спостерігалося гігантизму. Його надзвичайний зріст пояснюється надмірною активністю гіпофіза, який виробляє гормон росту. В 1920-х роках не було доступної терапії цієї хвороби. Лікарі зрозуміли, що його розвиток аномальний, коли Роберту виповнилося пів року, а важив він уже 13 кг. Діагноз «гігантизм» поставили в 1929 році, коли йому було майже 12 років. Лікар Чарльз Гамберт зазначив у 1937 році, що Роберт наближався до акромегалії, але комплектація його тіла була напрочуд симетрична. Найшвидше ріст відбувався між 1920 і 1923 роками. До самої смерті він продовжував рости, хоча в останні роки темпи росту трохи зменшилися, а вага тіла знизилася.
Попри ранні роки, коли Роберт мав хороше здоров'я, зі збільшенням зросту стали накопичуватися суттєві проблеми. Він мав погану чутливість ніг, тому не відчував, коли взуття натирало їх. У 17 років його госпіталізували через інфекцію стопи. З тієї ж причини він помер у 22 роки. Велике тіло потребувало відповідного харчування, тож щоденно Роберт їв утричі більше, ніж пересічна людина, споживаючи 8 тис. калорій.
Непідтвердженим щодо Роберта, але властивим для осіб з гігантизмом, є надмірне потовиділення, затримка статевого дозрівання, проблеми зі сном, високий кров'яний тиск, високий рівень холестерину, проблеми з серцем, артрит, діабет 2 типу, підвищений ризик раку, проблеми з хребтом і втрата зору.